# Viktoria Kirsanova
Viktoria Kirsanova (en russe : Виктория Кирсанова), née le 29 octobre 1998, est une coureuse cycliste russe spécialiste du VTT.

## Palmarès en VTT

### Jeux olympiques
- Tokyo 2020
  - 30e du cross-country

### Championnats du monde
- Nové Město 2016
  - 8e du cross-country juniors
- Leogang 2020
  - 6e du cross-country espoirs

### Championnats d'Europe
- Huskvarna 2016
  - 10e du cross-country juniors
- Monte Tamaro 2020
  -  Médaillée de bronze du cross-country espoirs

### Championnats de Russie
- 2019
  -  Championne de Russie de cross-country
- 2020
  -  Championne de Russie de cross-country